# Гейсвілл (Північна Кароліна)
Гейсвілл (англ. Hayesville) — місто (англ. town) в США, в окрузі Клей штату Північна Кароліна. Населення — 461 особа (2020).

## Географія
Гейсвілл розташований за координатами 35°2′47″ пн. ш. 83°49′9″ зх. д. / 35.04639° пн. ш. 83.81917° зх. д. (35.046444, -83.819056).  За даними Бюро перепису населення США в 2010 році місто мало площу 1,21 км², уся площа — суходіл.

## Демографія
Згідно з переписом 2010 року, у місті мешкало 311 осіб у 147 домогосподарствах у складі 84 родин. Густота населення становила 257 осіб/км².  Було 188 помешкань (156/км²).
Расовий склад населення:
| - 97,4 % — білих - 1,0 % — корінних американців - 1,0 % — осіб інших рас |

До двох чи більше рас належало 0,6 %. Частка іспаномовних становила 2,3 % від усіх жителів.
За віковим діапазоном населення розподілялося таким чином: 20,9 % — особи молодші 18 років, 56,9 % — особи у віці 18—64 років, 22,2 % — особи у віці 65 років та старші. Медіана віку мешканця становила 45,8 року. На 100 осіб жіночої статі у місті припадало 89,6 чоловіків;  на 100 жінок у віці від 18 років та старших — 83,6 чоловіків також старших 18 років.
Середній дохід на одне домашнє господарство  становив 47 584 долари США (медіана — 29 688), а середній дохід на одну сім'ю — 56 744 долари (медіана — 32 000). За межею бідності перебувало 25,9 % осіб, у тому числі 42,0 % дітей у віці до 18 років та 3,0 % осіб у віці 65 років та старших.
Цивільне працевлаштоване населення становило 124 особи. Основні галузі зайнятості: мистецтво, розваги та відпочинок — 27,4 %, освіта, охорона здоров'я та соціальна допомога — 25,0 %, будівництво — 13,7 %, роздрібна торгівля — 12,9 %.